# Ландтаг (Курляндия)
Курляндский ландтаг (нем. Kurländischer Landtag) — регулярное собрание представителей высших орденов Курляндского и Семигальского герцогства, а позднее Курдяндской губернии, существовавшее до образования Латвийской Республики. Ландтаг созывался герцогом каждые 2 года, позднее маршалом дворянства каждые 3 года с разрешения генерал-губернатора. Решение ландтага определялось большинством голосов представителей волостей, которые также определяли инструкции для Рыцарского комитета на следующие 3 года. 

## История
После присоединения Курляндского и Семигальского герцогства к Российской империи в 1795 году ландтаг продолжал существовать как собрание сословий с местными законодательными полномочиями. Решения ландтага, за исключением тех, которые касались внутренних или хозяйственных дел дворянства, утверждались генерал-губернатором. В 1819 году округ Пильтен был полностью включён в состав Курляндской губернии, а его приходы стали избирать делегатов в Курляндский ландтаг. Во время Первой мировой войны, когда в 1915 году почти вся Курляндская губерния была оккупирована немецкими войсками, делегаты Курляндского ландтага поддержали восстановление и присоединение Курляндского и Семигальского герцогств к Германской империи. После того как 29 июня 1920 года правительство Латвийской Республики отменило частные и общественные права и привилегии Курляндского рыцарства, ландтаги больше не созывались.

## Структура
Каждый ландтаг избирал главу рыцарства. От каждого из 10 ландтагов Курляндии избирался один ландмаршал. Важнейшим исполнительным органом был Рыцарский комитет, состоявший из земельного комиссара, десяти маршалов, секретаря и казначея.

## Депутаты
- Отто фон дер Ховен
- Казимир Христофор фон Бракель

## Замок
- Бауский замок